# David Gazarov

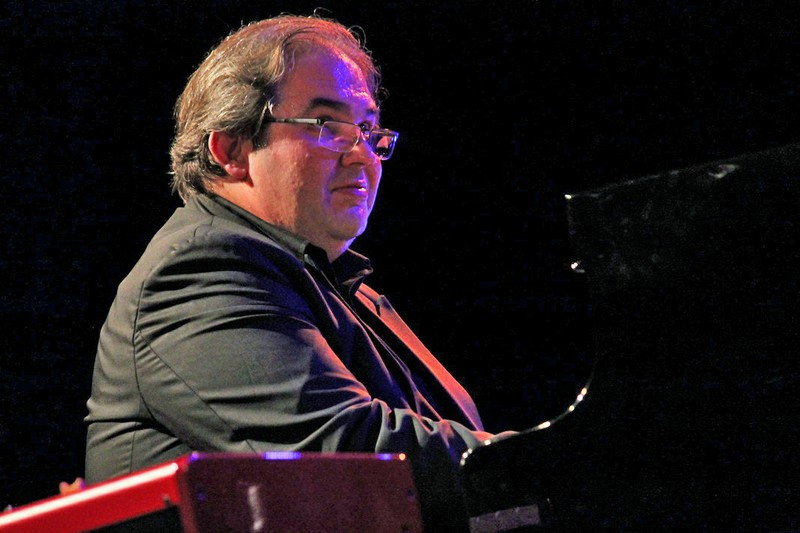
David Gazarov 2015 beim Jazzfestival St. Ingbert

David Gazarov (* 19. Mai 1965 in Baku) ist ein deutscher, in München lebender Jazzpianist armenischen Ursprungs.

## Leben und Wirken
Gazarov, Sohn einer Malerin und eines Musikers, der selbst Komponist war und das Tanz- und Unterhaltungsorchester des Fernseh- und Radiosenders Baku leitete, begann mit vier Jahren seine Ausbildung als Konzert-Pianist. Er gab Konzerte als gefeiertes Kindertalent, erhielt Unterricht bei der Schostakowitsch-Schülerin Elmira Nəzirova und erhielt von seinem Vater einen Jazzunterbau. 1989 migrierte Gazarov aufgrund der Verschlechterung der Bedingungen für Armenier aus Baku nach Moskau, wo er nach seiner klassischen Ausbildung zwei Jahre Jazz am Gnesins-Musikinstitut studierte. Bereits als Zwanzigjähriger trat er auf den Jazz-Festivals in Tiflis, Eriwan, St. Petersburg und Moskau auf, teilweise im Duo mit seiner damaligen Studienkollegin Aziza Mustafa Zadeh. 
Seit 1991 lebt Gazarov in München, wo er als Barpianist im Bayerischen Hof arbeitete, dort eine eigene Reihe mit Jazzkonzerten ins Leben rief und an einigen Rundfunkmitschnitten für den Bayerischen Rundfunk mitwirkte. Mit seinem Trio legte er zahlreiche Alben vor. Für sein vielseitiges Engagement wurde der Pianist mit dem Staatlichen Förderpreis für junge Künstler des Freistaates Bayern 1999 ausgezeichnet.
Seit 2000 entwickelte er sich zudem zu einem Spezialisten für Klassik-Jazz-Crossover und spielte mehrere CDs ein, beispielsweise mit dem Klarinettisten Karl-Heinz Steffens (Lush Life) und als Solist mit den Bamberger Symphonikern (Gershwin meets Renaissance). Weiterhin gehörte er von 2008 bis 2010 zu den Klazz Brothers, mit denen er das Album Chopin Lounge (2010) vorlegte. 2012 holte ihn Mulo Francel für sein Album Escape. Auch spielte er mit Johnny Griffin, James Morrison, Bill Goodwin, Martin Drew, Roberta Gambarini, Jimmy Woode und Charly Antolini.

## Diskographische Hinweise
- Jazz Time (mit Oleg Ruvinov, 1991)
- Meeting on Hvar (mit Chuck Israels und Lala Kovacev, 1992)
- Blue in Green (mit Niels Henning Ørsted Pedersen und Alvin Queen, 1993)
- Black Vision (mit Chris Lachotta und Keith Copeland, 2000)
- Mad Clown's Dream (mit Jimmy Woode, 2001)
- Bachology (mit Mini Schulz und Obi Jenne, Enja 2014)